# Rosty Albert
Barkóczi Rosty Albert Ferenc János (Sopron, 1779. december 10. – Pest, 1847. november 4.) Békés vármegye alispánja, főjegyzője, táblabíró, földbirtokos.

## Élete

A barkóczi Rosty család címere.

Rosty Albert az eredetileg Vas vármegyei nemesi származású barkóczi Rosty család sarjaként született. Édesapja barkóczi Rosty Pál (1745-1810) főhadnagy volt, Vas megyei táblabíró, elítélt magyar jakobinus, édesanyja nedeczei Nedeczky Anna (1764-1839), Nedeczky Albert és Újváry Walburga bárónő lánya volt. Albert nagyapja barkóczi Rosty Ferenc (1718-1790), királyi tanácsos, Vas vármegye alispánja, vármegyei követ, táblabíró, Vas megyei földbirtokos volt. Rosty Albert nagynénje, Rosty Katalin (1753–1787), akinek a férje mezőszegedi Szegedy Ignác (1736–1796), királyi tanácsos, Zala vármegye alispánja, földbirtokos, Vas- és Zala megyék táblabírája; Szegedy Ignác és Rosty Katalin lánya és egyben Rosty Albert elsőfokú unokatestvére, mezőszegedi Szegedy Róza (1774–1832), Kisfaludy Sándor költőnek a felesége volt.
1799-ben jogi hallgató volt a bécsi egyetemen. 1807. március 16-án a főispán táblabíróvá tette. 1805. november 19-én a nemesi felkelés alkalmával első kapitánnyá választották a gyalogsághoz, de alig 20 nappal később kérte, hogy helyette, öccse Rosty Károlyt (1785-1835) nevezzék ki. 1802 és 1812 között Rosty Albert Békés vármegye aljegyzője, 1811-ben Békés vármegye országgyűlési követe, 1812-től 1819-ig vármegyei főjegyző, 1819-től 1826-ig békési másodalispán volt. Albert elköltözött a szentandrási uradalomba Békés megyébe magára vállalva a jószágigazgatást. 1816-ban Szentandráson 32 jobbágya és több zsellére volt, 1825-ben bizonyságlevelet kapott arról, hogy a csabacsüdi puszta és Szentandráson lévő részek tulajdonosa, valamint Komlósnak és Szentetornyának arendalis birtokosa volt.
A kitűnő muzsikus és a zene igen nagy kedvelője Rosty Albert, házánál gyakran zeneestéket szervezett, ahol már nagyon fiatal korában vett részt Erkel Ferenc.
1843-ban, a nehéz anyagi körülményekben levő sógornőjét, Eckstein Alojziát, Novák Antal (1797-1843) békési alispán özvegyét, beköltöztette gyermekeivel együtt a saját pesti házába, ahol eltartotta egészen haláláig.
A reformkor eszméi úttörője, a 65 éves Rosty Albert táblabíró, tóthkomlósi közbirtokos 1844. június 27-én örökváltási szerződést írt alá jobbágyaival hogy, felszabadítsa őket. 1845. január 26-án nyilatkozatot küldött a vármegyét, hogy értesítse a szándékáról, hogy önkéntesen adó alá veti magát. Saját szavai szerint: "Én alólírt mélyen érezvén azon igazságtalanságot, mely hazánk adózóin az egész nemesi birtok adómentesége által századok óta elkövettetik, s mely sok részben irigylett alkotmányunkat becsében lejjebb szállította, minthogy reményem, miszerént a törvényhozás a századunk szellemével ellentétben állót kiváltságot meg fogja szüntetni..."
1847. november 5-én hunyt el Pesten a Fürdő [ma: József Attila] utcai Pollack házban [ma: József Attila u. 6].

## Házassága és gyermekei
Rosty Albert 1824. május 23-án feleségül vette Pesten ehrenberghi Eckstein Anna Franciska (*Pest, 1801. június 2.–†Pest, 1842. július 5.) kisasszonyt, Ehrenbergi Eckstein Ferenc (1769 – 1833) orvosdoktor, császári és királyi tanácsos és Wehner Erzsébet lányát. A házasságból született:
- barkóczi Rosty Ágnes Katalin Anna (*Pest, 1825. szeptember 21.–†Iharos, 1913. május 9.), Erzsébet királyné palotahölgye. Férje: vásárosnaményi báró Eötvös József (1813–1871) jogász, vallás- és közoktatásügyi miniszter.
- barkóczi Rosty Ilona Alojzia Erzsébet (*Pest, 1826. december 9.–†Pest, 1870. február 21.). Férje: Trefort Ágoston (1817 – 1888), közoktatási és vallásügyi miniszter, az MTA elnöke.
- barkóczi Rosty Anna Erzsébet Antónia (*Pest, 1828. március 6.–†Bécs, 1927. február),[14] írónő, költőnő. Férje: gróf Amadei Rudolf (Bécs, 1814. április 17.–Bécs, 1898. március 27.), cs. kir. udvari tanácsos, Bukovina tartományi főnöke.[15]
- barkóczi Rosty Pál István Ferenc de Paula (*Pest, 1830. november 29. –†Dunapentele, 1874. december 7.), földrajztudós, néprajztudós, fotográfus, az MTA levelező tagja.

## Származása
| barkóczi Rosty Albert Ferenc János (Sopron, 1779. december 10. – Pest, 1847. november 4.) Békés vármegye alispánja, főjegyzője, táblabíró, földbirtokos. | Apja: barkóczi Rosty Pál Jakab (Ják, Vas vármegye, 1745. július 10. – Ivánc, Vas vármegye, 1810. október 26.) táblabíró, főhadnagy, elítélt magyar jakobinus, földbirtokos | Apai nagyapja: barkóczi Rosty Ferenc (1718. – † Kám, Vas vármegye, 1790. február 4.) Vas vármegye alispánja és országgyűlési követe, királyi tanácsos, földbirtokos | Apai nagyapai dédapja: barkóczi Rosty László (fl. 1710–1730) Vas vm.-i főszolgabíró, földbirtokos (Szülei: barkóczi Rosty István, a gróf Batthyány családnak a jószágkormányzója, földbirtokos és jobbágyi Jobbágyi Regina)                |
| barkóczi Rosty Albert Ferenc János (Sopron, 1779. december 10. – Pest, 1847. november 4.) Békés vármegye alispánja, főjegyzője, táblabíró, földbirtokos. | Apja: barkóczi Rosty Pál Jakab (Ják, Vas vármegye, 1745. július 10. – Ivánc, Vas vármegye, 1810. október 26.) táblabíró, főhadnagy, elítélt magyar jakobinus, földbirtokos | Apai nagyapja: barkóczi Rosty Ferenc (1718. – † Kám, Vas vármegye, 1790. február 4.) Vas vármegye alispánja és országgyűlési követe, királyi tanácsos, földbirtokos | Apai nagyapai dédanyja: zalalövői Csapody Mária (fl. 1710–1714) (Szülei: zalalövői Csapody István, győri lovas alparancsnok, a zalalövői várkapitány, földbirtokos és osztopányi Perneszy Zsófia)                                          |
| barkóczi Rosty Albert Ferenc János (Sopron, 1779. december 10. – Pest, 1847. november 4.) Békés vármegye alispánja, főjegyzője, táblabíró, földbirtokos. | Apja: barkóczi Rosty Pál Jakab (Ják, Vas vármegye, 1745. július 10. – Ivánc, Vas vármegye, 1810. október 26.) táblabíró, főhadnagy, elítélt magyar jakobinus, földbirtokos | Apai nagyanyja: balásfalvi Orosz Mária (*Győr, 1720. december 11.– †Ják, 1751. április 19.)                                                                         | Apai nagyanyai dédapja: balásfalvi Orosz Ferenc (1675–Győr, 1739) Győr vármegye főjegyzője, győri szolgabíró, földbirtokos (Szülei: balásfalvi Orosz István hadnagy)                                                                       |
| barkóczi Rosty Albert Ferenc János (Sopron, 1779. december 10. – Pest, 1847. november 4.) Békés vármegye alispánja, főjegyzője, táblabíró, földbirtokos. | Apja: barkóczi Rosty Pál Jakab (Ják, Vas vármegye, 1745. július 10. – Ivánc, Vas vármegye, 1810. október 26.) táblabíró, főhadnagy, elítélt magyar jakobinus, földbirtokos | Apai nagyanyja: balásfalvi Orosz Mária (*Győr, 1720. december 11.– †Ják, 1751. április 19.)                                                                         | Apai nagyanyai dédanyja: nemes Lassek Erzsébet (1691–Győr, 1733. április 15.) |
| barkóczi Rosty Albert Ferenc János (Sopron, 1779. december 10. – Pest, 1847. november 4.) Békés vármegye alispánja, főjegyzője, táblabíró, földbirtokos. | Anyja: nedeczei Nedeczky Anna (Paks, 1764. június 26.–1839) | Anyai nagyapja: nedeczei Nedeczky Albert (Pozsony, 1739. április 22.–†?) földbirtokos                                                                               | Anyai nagyapai dédapja: nedeczei Nedeczky Károly királyi tanácsos, földbirtokos (Szülei: nedeczei Nedeczky Imre, ítélőmester, királyi személynök, földbirtokos és hrabovai Hrabovszky Eszter)                                              |
| barkóczi Rosty Albert Ferenc János (Sopron, 1779. december 10. – Pest, 1847. november 4.) Békés vármegye alispánja, főjegyzője, táblabíró, földbirtokos. | Anyja: nedeczei Nedeczky Anna (Paks, 1764. június 26.–1839) | Anyai nagyapja: nedeczei Nedeczky Albert (Pozsony, 1739. április 22.–†?) földbirtokos                                                                               | Anyai nagyapai dédanyja: lengyeltóti Lengyel Krisztina (1710–Lesencetomaj, 1756. szeptember 25.) (Szülei: lengyeltóti Lengyel Miklós, Somogy vármegye alispánja, szigligeti főkapitány, földbirtokos és martonfalvi Martonfalvay Magdolna) |
| barkóczi Rosty Albert Ferenc János (Sopron, 1779. december 10. – Pest, 1847. november 4.) Békés vármegye alispánja, főjegyzője, táblabíró, földbirtokos. | Anyja: nedeczei Nedeczky Anna (Paks, 1764. június 26.–1839) | Anyai nagyanyja: báró Újváry Walburga | Anyai nagyanyai dédapja: báró Újváry László császári és királyi tábornok, földbirtokos (Szülei: nemes Újváry Imre, Királyi levéltári őr, aranysarkantyús vitéz, földbirtokos és alsó- és felsősurányi Sigray Borbála)                      |
| barkóczi Rosty Albert Ferenc János (Sopron, 1779. december 10. – Pest, 1847. november 4.) Békés vármegye alispánja, főjegyzője, táblabíró, földbirtokos. | Anyja: nedeczei Nedeczky Anna (Paks, 1764. június 26.–1839) | Anyai nagyanyja: báró Újváry Walburga | Anyai nagyanyai dédanyja: báró Száraz Erzsébet (Pest, 1724. augusztus 30. – Paks, 1781. október 21.) (Szülei: báró Száraz György, királyi személynök, királyi udvari kamarai titkár, földbirtokos és királydaróczi Daróczy Katalin)        |